# 紙火薬
紙火薬（かみかやく）は、花火の一種。紙の上に少量の火薬を盛り付けた物で、打撃を加えて起爆させ、小さな爆発現象（火花、破裂音、発煙、等）を楽しむものである。シート状の平玉火薬と、ロール状の巻玉火薬の2種類がその代表格である。
ピストルの形をした玩具（遊戯銃）やダーツ型の投擲玩具に装填し、起爆させて使用する（詳しくは後述）。

## 種類

### 平玉火薬
平玉火薬（ひらだまかやく）は、ミシン目の入った赤い紙に 5×10列の小粒の火薬を等間隔で配置してある紙火薬である。火薬類取締法施行規則において、一粒の直径が4.5ミリメートル以下、高さが1ミリメートル以下、火薬量が0.01グラム以下と規定されている。後述する「ジャンプ弾」やモデルガンなどに使用される。
モデルガン用としては輸入禁止となったコブラキャップの代用品として使用されていたが、1980年代以降に普及した国産のキャップ火薬にその地位を奪われている。しかし玩具用としてではないが、販売・購入に制限がない利点から、運動会用のミニ雷管として同様の製品が製造・販売され続けている。このミニ雷管については、台紙の色は競技用紙雷管と同じ黄色になっている。

#### 競技用紙雷管
厳密には玩具花火の範疇ではないが、スターターピストルに使われる、平玉火薬と同じ構造でより火薬量の大きい黄色いシートのもの（日本の法令上の呼称は競技用紙雷管）が存在する。スターター（ピストル）用火薬、あるいはスターター（ピストル）用雷管（略してスタ管）などと呼ばれている。JISにより一粒の直径が9ミリメートル以下、高さが1.5ミリメートル以下、火薬量が0.07グラム以下と規定されている。かつてはスポーツ用品店で無制限に購入できたため、モデルガン用としても使用されていたが、規定の変更により販売・購入には都道府県の許可が必要となっている。
平玉火薬より遙かに火薬量が多いので、競技用紙雷管の使用を前提に設計された古いモデルガン以外に流用すると、爆発の衝撃に耐えられず壊れる原因になる。

### 巻玉火薬
巻玉火薬（まきだまかやく）は、幅5mm程度の紙テープに小粒の火薬100発を5mm間隔程度で盛り付けたタイプの紙火薬である。火薬類取締法施行規則において、一粒の直径が3.5ミリメートル以下、高さが0.7ミリメートル以下、火薬量が0.004グラム以下と規定されている。主に低年齢向けの遊戯銃に使用される。
アメリカ合衆国で製造されたキャップガンで多く使用されているもので、戦後それらが輸入されるとともに日本国内に入り、国産化された。より安全性の高い国産のキャップ火薬が普及するに伴い、代替が進んで日本国内での生産はすでに終了し、中国製のものが少数流通している。
また遊戯銃以外の使用目的として、巻玉火薬を使い着火させるオイルライター[スピットファイアー]も存在する。

## 用途

### 遊戯銃
紙火薬を自動拳銃の形をした玩具（遊戯銃）に装填することで、引き金を引くたびに「パン」「パン」と破裂させて音を楽しむことができる。
戦後、缶詰工場などから出される廃材を利用して作られ、銀玉鉄砲が発売されるまで下町の少年達の遊びには必須と言えるほど人気を博した。ブリキ製のものや、アンチモニー製の鋳物ケースに内部機構が組み込まれたものも存在する。
巻き玉火薬（百連発）を装填すると、連射して楽しめた。スプリングで玉の発射出来る銀玉鉄砲が発売されると、その人気は衰退し始める。流通事情の為か、各地域によって様々なバリエーションが存在する。平玉火薬は音も大きくロール状では無い為単発式が多かった、中には平玉を連発で撃てる（3発～6発）デラックスタイプも存在した。
中小規模の町工場で作られるブリキの玩具ピストルは、部品数を減らして簡単な構造にしながら、鉄砲らしい外見も併せ持つような工夫が凝らされた。

### ジャンプ弾
ロケットなどの形状（他のバリエーションとして、ダーツや、羽根突きの羽子がある）にデザインされたダーツ型の投擲玩具であり、突出した先端部（ロケット形では長い円筒状、他では短い円筒状もしくは半球状）に続く基部に紙火薬を装填し、投げ落としたときの衝撃で起爆させて遊ぶ。一般的なロケット形の場合、ばね仕掛けになっている先端の円筒を引っ張り上げて基部に隙間を作り、千切って個分けした紙火薬1回分を挟み込んで装填する。先端に重心がかかる構造になっているため、ジャンプ弾を宙に向かって投げると必ず先端から地面に落ち、受けた衝撃が装填した火薬へ伝わるようになっている。先端を含む芯部は金属製、羽根と一体となっている胴部は合成樹脂製である。
呼称については、ジャンプ弾（ジャンプだん）のほか、製造メーカーによって、ロケット弾、ジャンピングロケット弾（火薬装填部と本体が分離、着弾後に本体が再度飛ぶ）、ミサイル弾など様々にあって統一されていない。このうち「ロケット弾」は「ジャンプ弾」以上に一般的であるかも知れないが、第一義として兵器である「ロケット弾」と違い、「ジャンプ弾」はこの玩具に固有の名称であり、かつ、「ロケット弾」と遜色ないほどに広く知られたものである。なお、「ロケット弾」および「ジャンプ弾」の名を持つ製品はロケットの形状をしており、先述した「他のバリエーション」はそれ以外の呼称のものに含まれる。
日本では1970年代を中心に盛んに遊ばれた、いわゆる「レトロ玩具」「昭和レトロ」の一つである。製品は壊れやすく、また、不発となることも少なくなかった。

## 問題点
紙火薬は台紙から火薬を取り出したり、複数発をまとめて使用することが容易であるため、事故を誘発する危険性がある。薬量の多い競技用紙雷管が販売と購入に制限が加わったのも、負傷などの事故が多発したためである。その影響として1970年代までのモデルガンでは、特に競技用紙雷管での使用を想定していた機種において一度に4～7発もの平玉火薬を使用する必要があり、燃え残りのカスによる作動不良や、暴発や過剰装填による破損・破裂などの事故もあった。
これらの問題を解決するものとして、合成樹脂製のキャップに1発ずつの火薬を充填した「キャップ火薬」が国産化され、代替が進んでいる。